# La Framboisière-la-Saucelle
Cet article court présente un sujet plus développé dans : La Framboisière et La Saucelle.
La Framboisière-la-Saucelle est le nom qu'a porté, du 22 décembre 1972 au 1er janvier 1987, la commune française de La Framboisière, située dans le département d'Eure-et-Loir et la région Centre-Val de Loire, par suite de sa fusion avec la commune de La Saucelle.
La commune a recouvré son ancienne dénomination lorsque le rétablissement de La Saucelle comme commune indépendante a été prononcé par décret.